# Allen & Heath

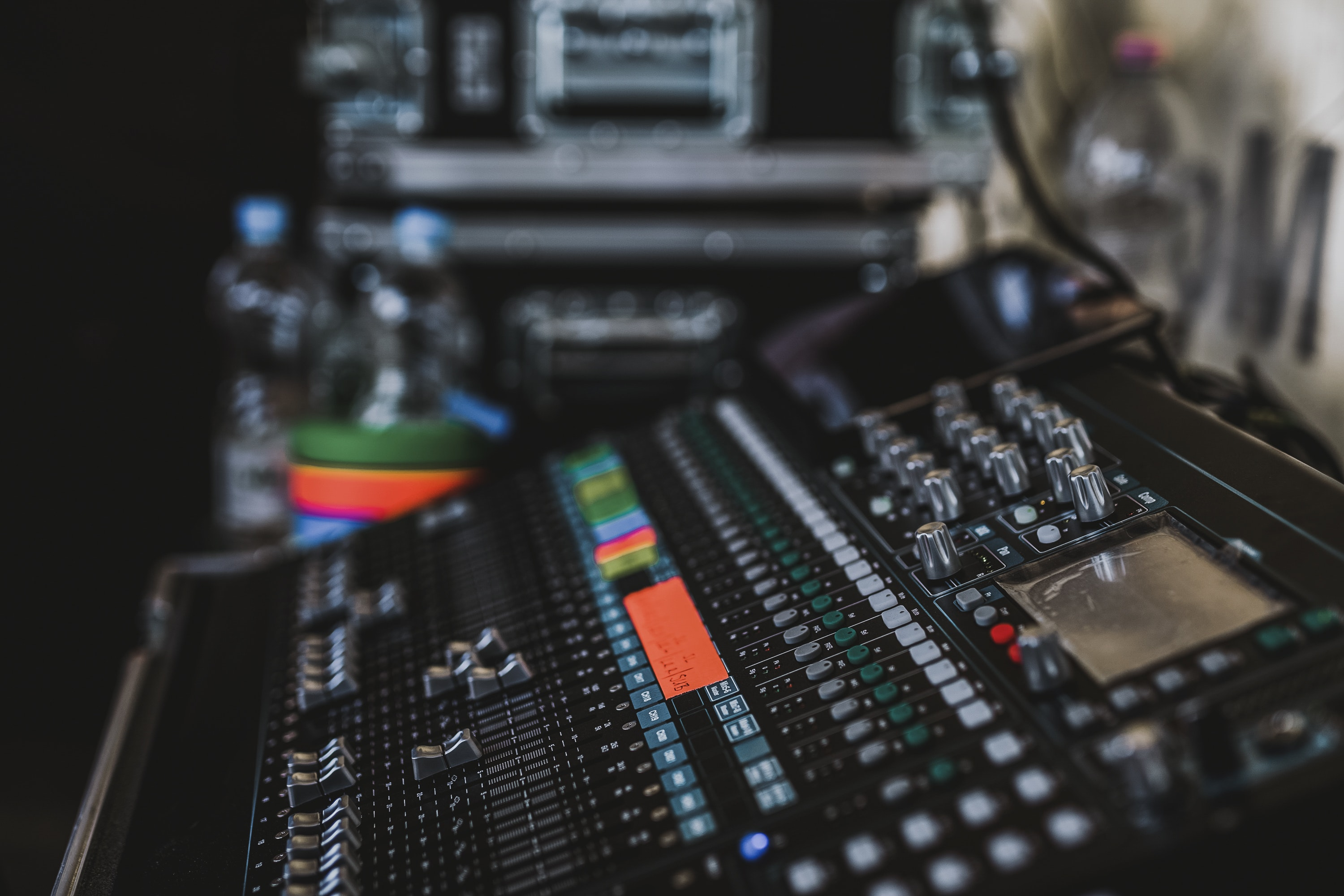
Allen&Heath Qu-24

Allen & Heath (znany jako AH lub A & H) – firma produkująca konsolety mikserskie przeznaczone do zastosowań estradowych, konferencyjnych, teatralnych oraz do montażu w kościołach, czy też w stacjach radiowych, filmowych, studiach nagraniowych założona w 1969 roku w Penryn w Anglii. Oprócz produkcji profesjonalnych konsolet mikserskich firma specjalizuje się także w produkcji konsolet dla DJ-ów Xone.

## Historia
W 1969 roku Andy Bereza, Ivor Taylor oraz Andrew Starling postanowili założyć własną firmę zajmującą się produkcją mikserów. Na początku lat 70. XX wieku w firmie Allen & Heath skonstruowano kwadrofoniczny mikser dla zespołu Pink Floyd, którego Alan Parsons używał podczas występów na żywo. Model ten występuje pod nazwą MOD 1 i można go zobaczyć w filmie Live at Pompeii.
Dzisiaj firma ma w swojej ofercie konsolety cyfrowe i miksery analogowe, powermiksery, systemy odsłuchu personalnego i miksery dla DJ-ów.
Dystrybutorem produktów Allen & Heath w Polsce jest firma Konsbud Audio. Strona marki: https://marki.konsbud-audio.pl/allen-heath